# Camporgiano
Camporgiano je italská obec v provincii Lucca s asi 2 tisíci obyvatel. Leží na potoce Edron. Nejvýznamnější památkou je pevnost Fortezza di Camporgiano ze 14. století.